# Epicrocis
Epicrocis is een geslacht van vlinders van de familie snuitmotten (Pyralidae), uit de onderfamilie Phycitinae.

## Soorten
- E. abbreviata (Balinsky, 1994)
- E. africana (Janse, 1942)
- E. africanella (Ragonot, 1888)
- E. albigeralis (Walker, 1866)
- E. ancylosiformis (Balinsky, 1994)
- E. anthracanthes Meyrick, 1934
- E. arcana (Balinsky, 1994)
- E. atratella (Ragonot, 1888)
- E. brevipalpata (Balinsky, 1994)
- E. complicata (Balinsky, 1994)
- E. coriacelloides (Balinsky, 1994)
- E. crassa (Balinsky, 1994)
- E. erubescens Hampson, 1896
- E. ferrealis (Hampson, 1898)
- E. festivella Zeller, 1848
- E. flavicosta (Balinsky, 1994)
- E. furcilinea (Balinsky, 1994)
- E. gracilis (Balinsky, 1994)
- E. hilarella Ragonot, 1888
- E. holophaea (Hampson, 1926)
- E. imitans (Balinsky, 1994)
- E. insolita (Balinsky, 1994)
- E. intermedia (Balinsky, 1994)
- E. laticostella (Ragonot, 1888)
- E. nigrinella (Balinsky, 1994)
- E. noncapillata (Balinsky, 1994)
- E. occidua (Meyrick, 1937)
- E. oegnusalis (Walker, 1859)
- E. ornata (Balinsky, 1994)
- E. ornatella (Balinsky, 1994)
- E. picta (Balinsky, 1991)
- E. plumbifasciata (Balinsky, 1994)
- E. poliochyta Turner, 1924
- E. pseudodiscomaculella (Amsel, 1935)
- E. pseudonatalensis (Balinsky, 1994)
- E. punctata (Balinsky, 1994)
- E. sacculata (Balinsky, 1994)
- E. safadalis Asselbergs, 2008
- E. sahariensis Rothschild, 1921
- E. seminigra Lucas, 1892
- E. siderella (Ragonot, 1888)
- E. signatella Pagenstecher, 1907
- E. spiculata (Balinsky, 1994)
- E. stibiella (Snellen, 1872)
- E. uberalis Swinhoe, 1884
- E. umbratella Pagenstecher, 1907
- E. vansoni (Balinsky, 1994)
- E. varii Balinsky, 1991